# Ritzing (Burgenland)
Ritzing (węg. Récény, burg.-chorw. Ricinja) – gmina w Austrii, w kraju związkowym Burgenland, w powiecie Oberpullendorf. 1 stycznia 2014 liczyła 894 mieszkańców.